# الغول (كحلان عفار)

تعديل مصدري - تعديل

الغول هي إحدى قرى عزلة كحلان بمديرية كحلان عفار التابعة لمحافظة حجة، بلغ تعداد سكانها 117 نسمة حسب تعداد اليمن لعام 2004.